# Büchig (Stutensee)
Büchig ist ein Teil des Stadtteils Blankenloch der Großen Kreisstadt Stutensee.
Der Ort wurde 1373 zum ersten Mal urkundlich als „Buchech“ erwähnt. Es stand bis zum Jahre 1786 „unter dem Stab“ von Blankenloch und wurde dann selbstständige Gemeinde. Am 1. April 1936 erfolgte durch eine Verwaltungsmaßnahme die Eingemeindung zu Blankenloch.
Die Bevölkerungsentwicklung verlief recht schleppend, die erste Zählung von 1709 durch die Verwaltung der Markgrafschaft Baden-Durlach ergab eine Einwohnerzahl von 50 Menschen. 1933 waren es 290. Durch Zuzug von Heimatvertriebenen nach dem Zweiten Weltkrieg und durch das Wirtschaftswunder steigerten sich die Einwohnerzahlen schlagartig ab 1945 auf ca. 3670 Menschen. Seither ist die Einwohnerzahl nicht mehr wesentlich angewachsen.
Einige typische Nachnamen, die schon seit Jahrhunderten vertreten sind und auch heute noch Familienangehörige in Büchig oder auch Blankenloch haben, sind: Abel, Frick, Gamer, Heidenreich, Hemperle, Hermann,  Kiefer, Lehmann, Mohrhardt, Nagel, Pfattheicher, Pfettscher, Raupp, Schorb, Se(e)ger, Seitz.
Geprägt vom Hause Baden-Durlach war Büchig bis zum Ende des Zweiten Weltkrieges protestantisch. Durch die vielen Heimatvertriebenen änderte sich dies jedoch, und Büchig bekam eine katholische Gemeinde, die ihre Gottesdienste zunächst zusammen mit der Blankenlocher St. Josef-Gemeinde in Blankenloch abhielt, dann in der Büchiger Aussegnungshalle Messen abhielt, bis 1994 der Grundstein zum ökumenischen Gemeindezentrum „Heilig-Geist“ gelegt wurde.
Büchig hat eine lange Geschichte. Teilweise hatte es durch seine kleine Ausdehnung das Glück, von manchem Krieg verschont zu bleiben. So zogen die feindlichen Truppen im Dreißigjährigen Krieg daran vorüber, weil es hinter dem Wald nicht auszumachen war. Jedoch hinterließen der Erste und vor allem der Zweite Weltkrieg ihre Spuren, was durch die Kriegerdenkmale zu Ehren der gefallenen Soldaten heute noch belegbar ist. Auch gab es viele Auswanderungen Ende des 19. und Anfang des 20. Jahrhunderts, vor allem nach Nordamerika.
Am 1. Januar 1975 kam Büchig zusammen mit Blankenloch zur neuen Gemeinde Stutensee.

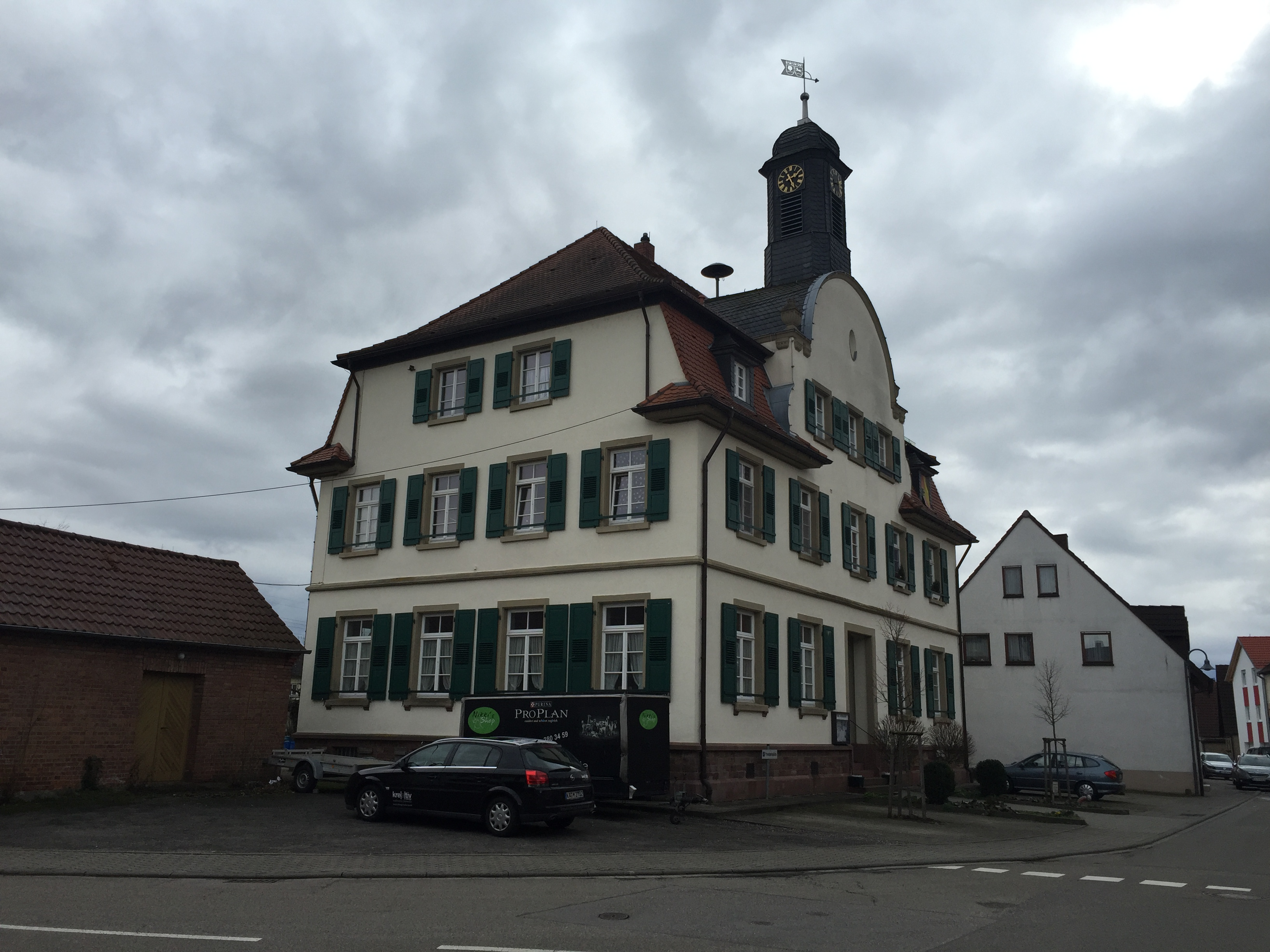
Altes Rathaus

In Büchig gibt es ein altes Rathaus, eine Grundschule sowie zwei Kindergärten, einige Geschäfte, mehrere Handwerksfirmen, einen Sportverein, einen alten und neuen Friedhof mit einer Aussegnungshalle.
Die Nähe zu Karlsruhe und die Anbindung Büchigs an die Stadtbahn Karlsruhe macht es vor allem für Auspendler nach Karlsruhe attraktiv, in Büchig zu wohnen.